# 稲森安太己
稲森 安太己（Yasutaki Inamori、いなもり やすたき、1978年 - ）は、日本の現代音楽の作曲家。東京都出身。

## 略歴
2006年東京学芸大学教育学部芸術文化課程音楽専攻卒業。東京学芸大学大学院修了。それまでに作曲を山内雅弘、金田潮、河村めい子、ダニエル・ケスナーに師事。渡独後にヨハネス・シェルホルンに師事し、ベルント・アロイス・ツィンマーマン奨学金を受賞。グラヴィス出版社と専属契約を結び、令和6年4月1日現在熊本大学教育学部特任准教授。

## 受賞歴
- 1994年 - 第18回神奈川合唱曲作曲コンクール第二位
- 2004年 - 第21回現音作曲新人賞入選
- 2006年 - 第23回現音作曲新人賞入選
- 2007年 - 第29回日本交響楽振興財団作曲賞入選
- 2007年 - 第4回JFC作曲賞受賞
- 2007年 - 武生作曲賞入選
- 2007年 - 第76回日本音楽コンクール第一位[6]
- 2007年 - 第24回現音作曲新人賞富樫賞（第二位相当）
- 2008年 - フリーブール国際宗教作曲コンクール佳作
- 2008年 - IIC TOKYO国内作曲コンクール優秀賞（第二位該当）
- 2008年 - ハーレルベーケ市国際吹奏楽作曲コンクール第三位
- 2009年 - 第二回佼成国際吹奏楽作曲コンクール第三位
- 2010年 - 第四回VIA-NOVA主催若手作曲家フォーラム選出
- 2011年 - ヴィア・ノヴァ主催ワイマール国際作曲コンクール第三位
- 2011年 - ライヌル国際作曲コンクール第三位
- 2011年 - ベルント・アロイス・ツィンマーマン奨学金（日本人として初受賞）
- 2012年 - 芥川作曲賞最終演奏選考ノミネート
- 2014年 - 芥川作曲賞最終演奏選考ノミネート
- 2016年 - ソフォス国際作曲コンクール第一位[7]
- 2019年 - 芥川也寸志サントリー作曲賞[8][9]

## 主要作品
- 『ピエドラ』
- 『Variations』
- 『リバーシ』

ほか